# 呂阿玉
呂阿玉（1929年—2003年）是臺中豐原出生的建築工作者，其建築作品多分布於臺東縣。

## 生平
呂阿玉出生於臺中豐原，台中州立工業學校建築科畢業， 18歲時因父親辭世來到臺東依親，後來在臺東縣政府建設局擔任技士。呂阿玉沒有正式的建築師執照，但他自行摸索學習，並在官方默許下，設計監造了許多官廳、農會大樓、民間建築等，在臺東建築史中占重要地位，並是國科會數位典藏計畫「臺灣建築史」中唯一的臺東人。 他善於運用遮陽板和空心磚，建造出兼具實用與美感並具臺東在地特色的建築作品。

## 代表作品
- 臺東縣議會：建於1953年，現為臺東縣歷史建築
- 臺東稅捐處（臺東洞洞館）：完工於1962年2月28日，已於2014年遭拆除

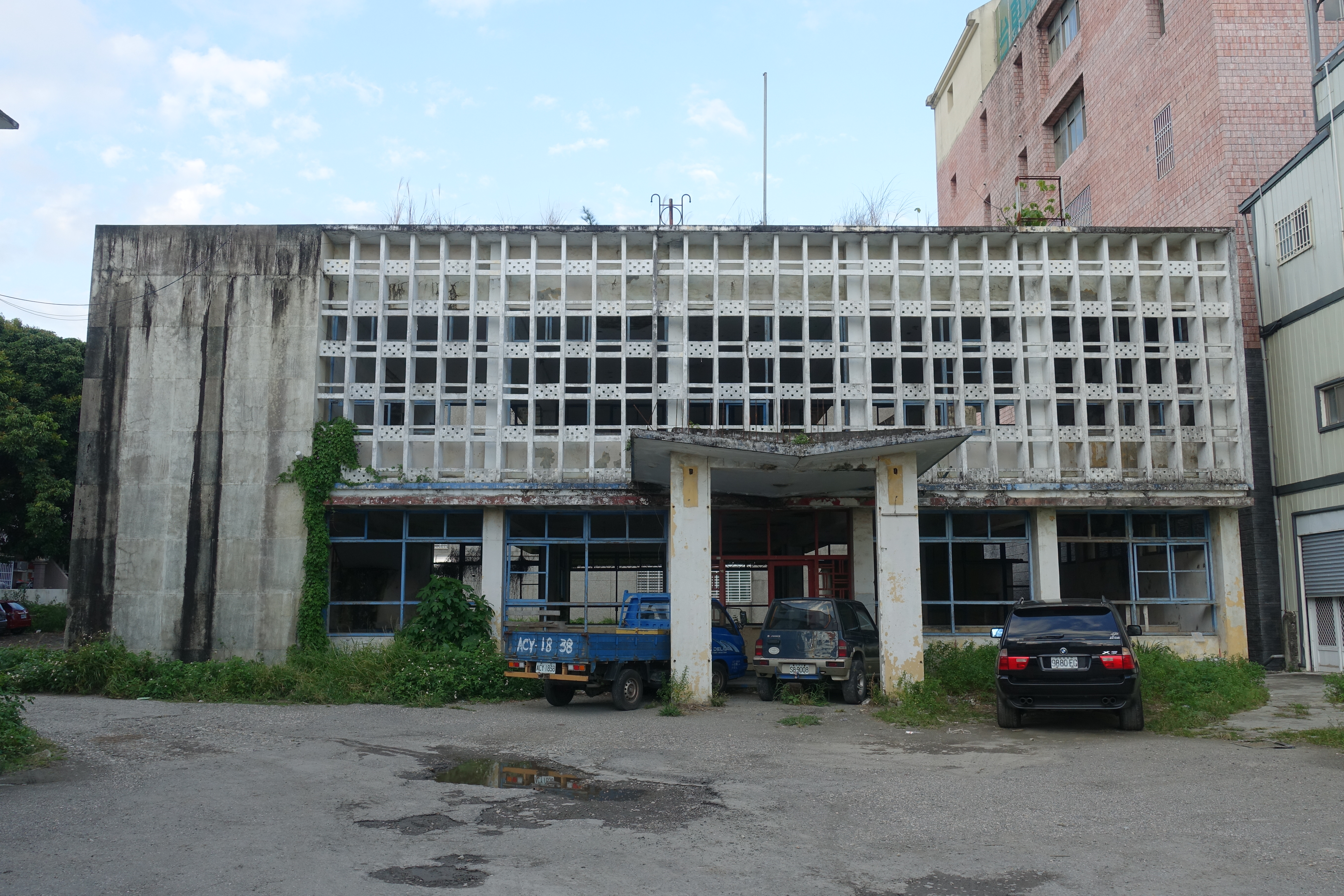
卑南鄉公所
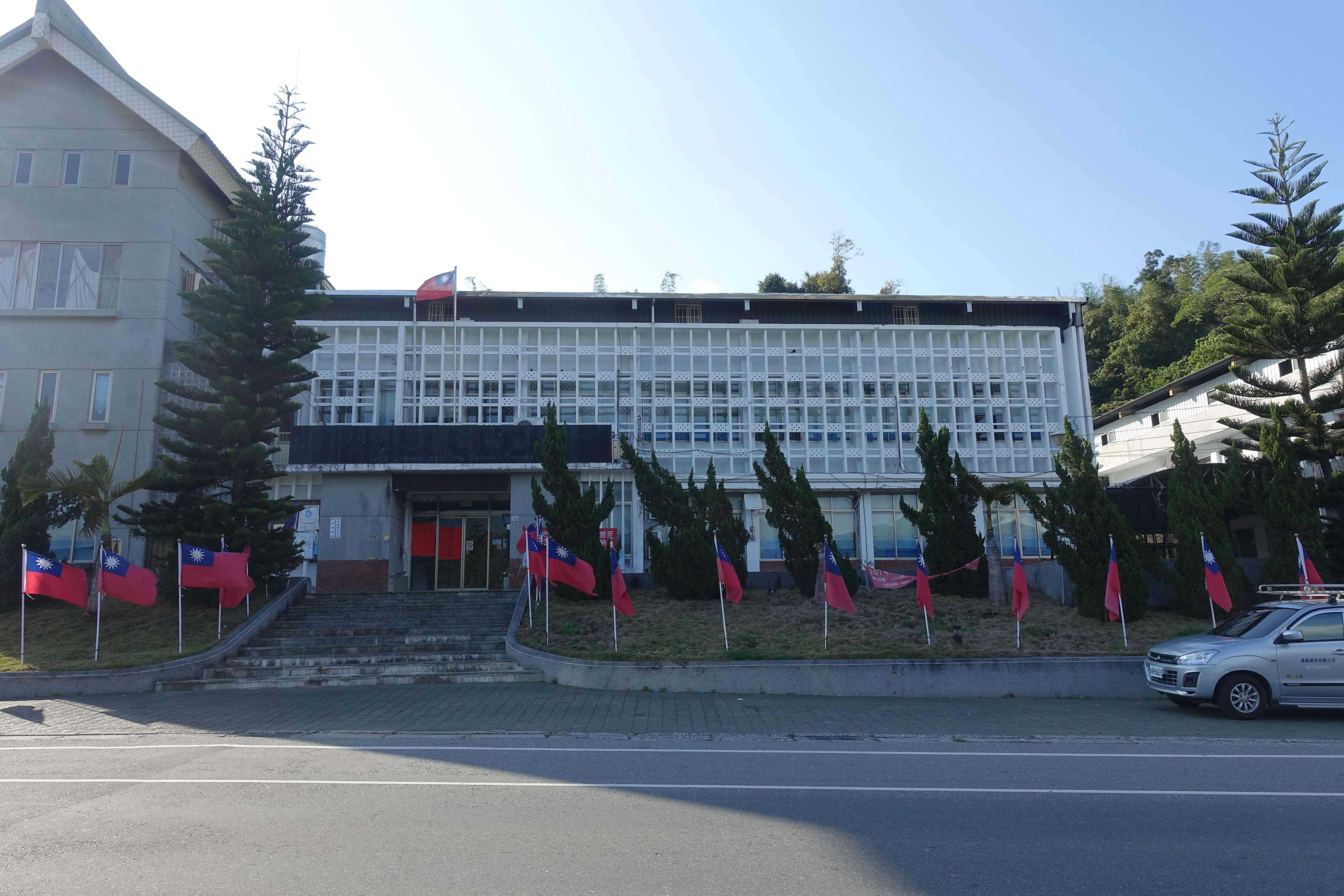
鹿野鄉公所
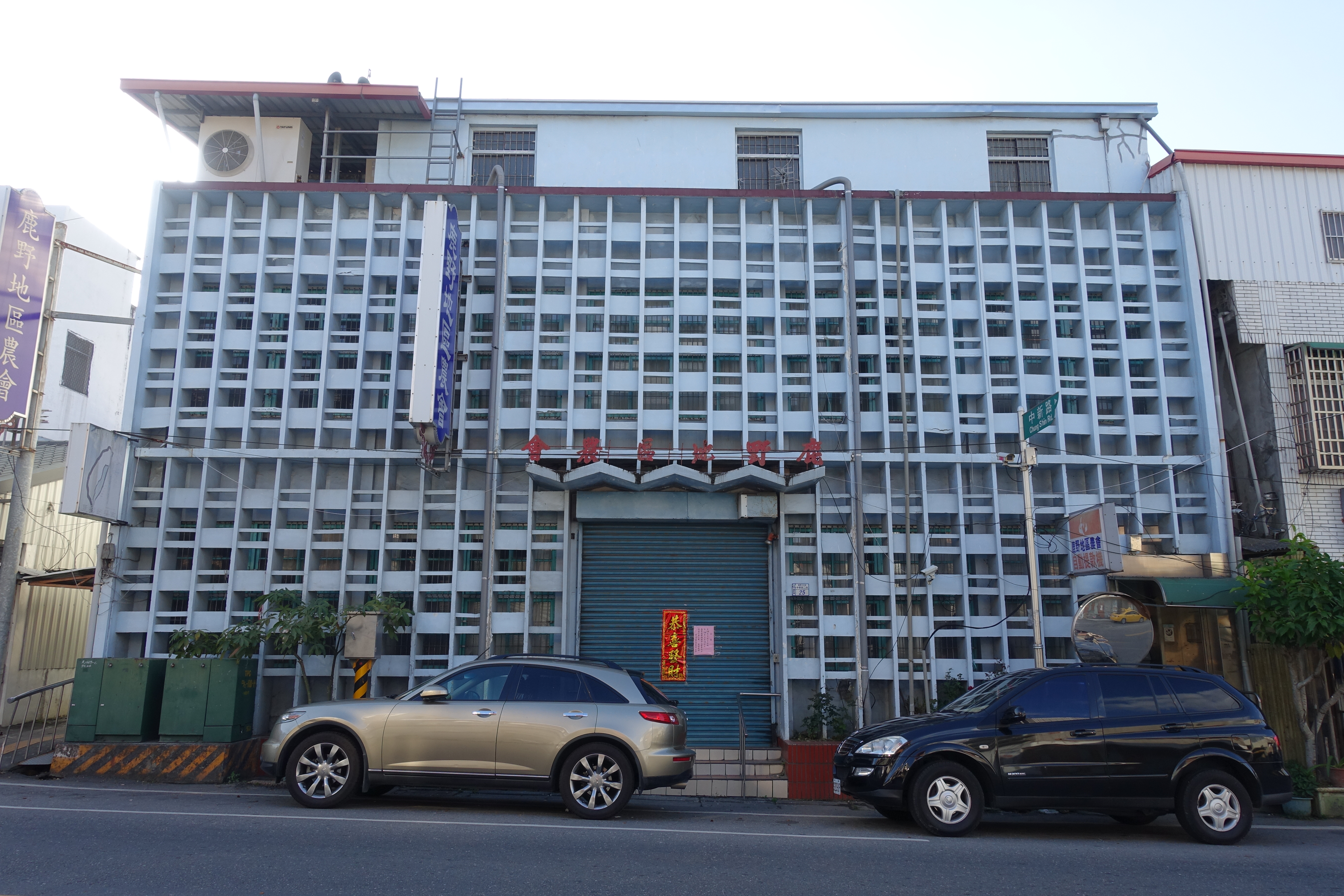
鹿野地區農會
- 基督長老教會更生教會：已拆除[3]
- 臺東杭州路天主教聖母醫院 [3]
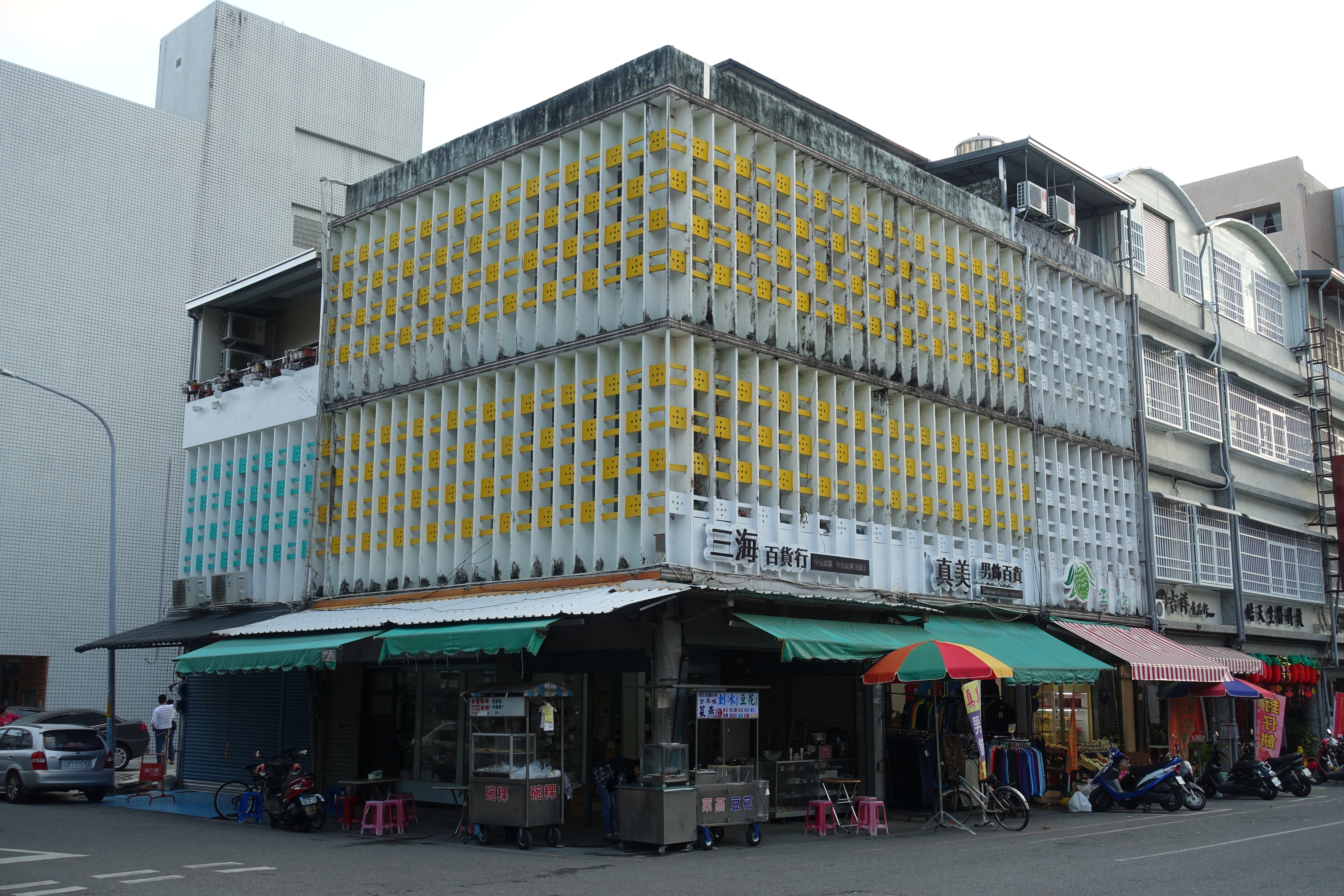
臺東和平街三海百貨行
- 臺東寶桑路廣恆發資訊大樓
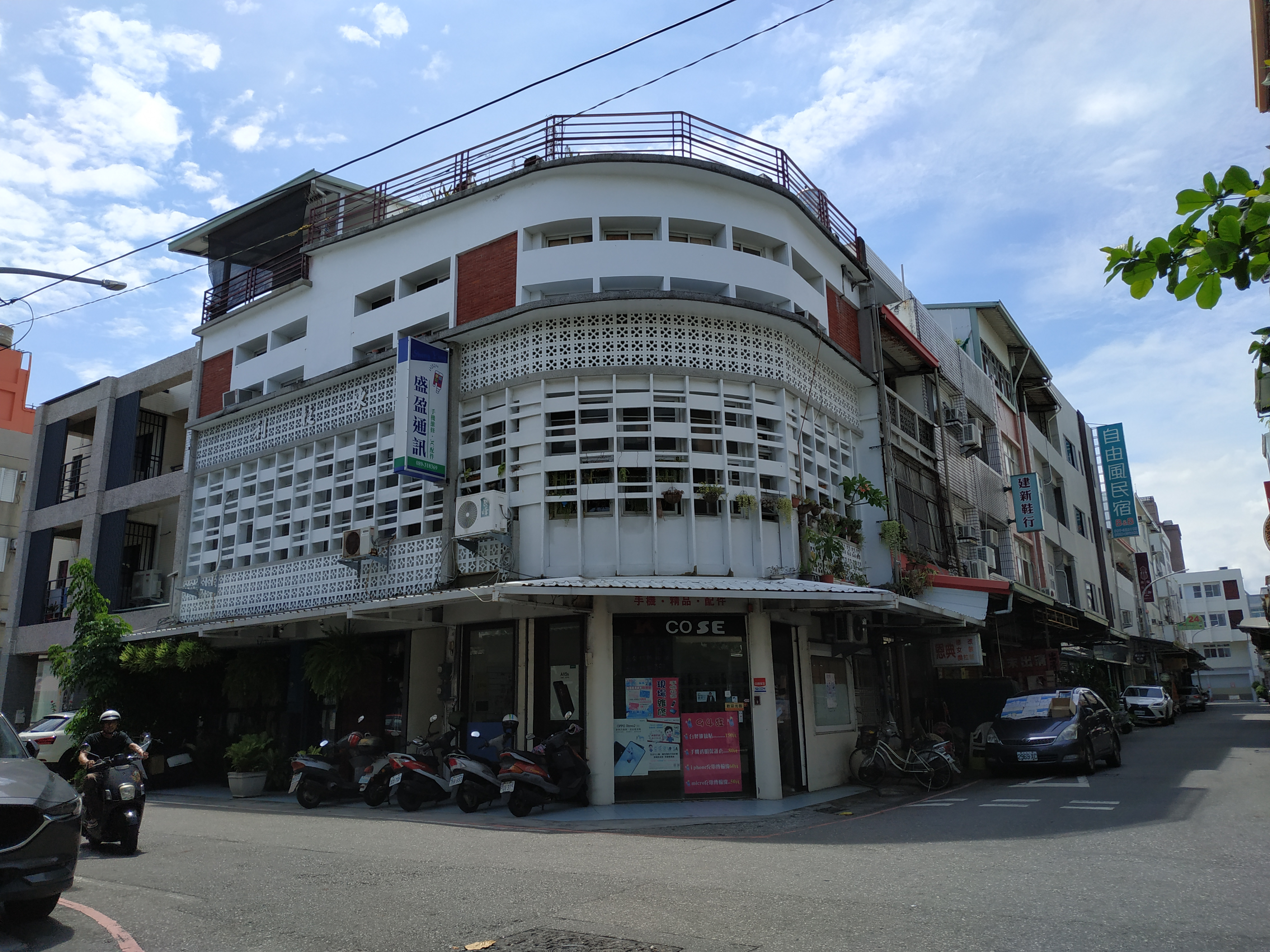
臺東安慶街口店舖住宅(盛盈通訊行)
- 臺東工策會大樓 [4]
- 臺東縣農會超市[4]:已拆除

- 原卑南鄉公所
- 鹿野鄉公所
- 鹿野地區農會
- 三海百貨行
- 安慶街口店鋪住宅